# رايموندو الطليطلي
 رايموندو الطليطلي  (غشكونية 1080- طليطلة 1152) كان رجل دين وسياسيًا قشتاليًا ورئيس أساقفة طليطلة.

## مسيرته الشخصية
كان راهبًا من طائفة كلوني. وفي عام 1126، بعد ما يقرب من عامين من بقاء الكرسي شاغرًا، تولى منصب رئيس أساقفة طليطلة، والذى كان يشغله حتى وفاته. في عام 1129، عينه الملك ألفونسو السابع أول سيد كنسي لألكالا دي إيناريس، بعد أن منح المدينة وأراضيها، باعتبارهم مجلس وإقليم إداري، إلى رئاسة أسقفية طليطلة. في عام 1130، أصبح مستشارا لمملكة قشتالة بأمر من الملك ألفونسو السابع، لكنه تخلى عن هذا المنصب قبل وفاته بقليل في عام 1150. لعب دورا مؤثرا في حياة الملك وحصل على وصايا وامتيازات هامة لصالح أبرشيته.
واصل الإصلاحات التى بدأها سلفه دون برنارود، حيث فرض الطقوس الرومانية في العبادة وحسن أخلاق رجال الدين. وكان أهم أعماله تشجيعه لتأسيس مدرسة طليطلة للمترجمين، وهي مجموعة تضمنت المستعربين في طليطلة ويهود المدينة وأساتذة المدرسة الإسلامية، بالإضافة إلى مفكرين جدد، أغلبهم من الرهبان الكلونيين.
أمر بإعادة بناء القصر الأسقفي أمام الجامع الكبير القديم الذي تحول إلى كاتدرائية سانتا ماريا، والتي وضع لها أول قانون، وترك جزءًا من المبنى ليكون مخصصًا للمدرسة. وقد دفعه ثراء المكتبات الطليطلة بالعربية ومعرفة المسيحيين المستعربين بهذه اللغة إلى استعادة النصوص المفقودة من العصور القديمة وتشجيع نقل التقدمات الهامة التي حققتها مدرسة طليطلة في الطب والجبر والفلك؛ وقد تجسد هذا الجهد في ترجمة العديد من الأعمال من العربية إلى القشتالية، ومن القشتالية إلى اللاتينية (أو مباشرة من العربية أو اليونانية إلى اللاتينية). وبمرور الوقت، أصبح يُعرف أيضًا بالفلسفة العربية واليهودية الهامة ذات الطابع الأرسطي، مما أدى إلى تجديد جذري في المدرسية الأوروبية. من بين المترجمين الذين عملوا في هذه الفترة الأولى برز المستعرب دومينجو جونديسالبو، واليهودي المتنصر يوحنا الإشبيلي، والإيطالي جيراردو الكريموني، والأسكتلندي مايكل سكوت.
أصبحت مدرسة طليطلة، في زمن رايموندو، مشهورة في جميع أنحاء العالم المسيحي، حيث كانت الدراسات الفلسفية والعلمية تتلقى التشجيع، وكانت تنافس الجامعات الناشئة.